# Národná diaľničná spoločnosť
Národná diaľničná spoločnosť (česky Národní dálniční společnost, ve zkratce NDS) je slovenská akciová společnost ve vlastnictví státu, založená s cílem správy, údržby, oprav a rozvoje sítě dálnic a rychlostních komunikací na Slovensku.

## Vznik
Z bývalého Ředitelství dálnic (Riaditeľstvo diaľnic) vznikla v roce 1995 vznikla Slovenská správa silnic (Slovenská správa ciest), ke které byly roku 1996 přičleněné bývalé okresní správy silnic, silniční investorské útvary (cestné investorské útvary) a Ústav silničního hospodářství a dopravy (Ústav cestného hospodárstva a dopravy). 
Národní dálniční společnost vznikla 1. února 2005 na základě zákona číslo 639/2004 Zb., o Národní dálniční společnosti, odštěpením od rozpočtové organizace Slovenská správa silnic (Slovenská správa ciest, SSC). Jediným vlastníkem akcií je Slovenský stát zastoupený Ministerstvem dopravy, výstavby a regionálního rozvoje Slovenské republiky.

## Úkoly společnosti
- Příprava, výstavba a realizace oprav dálnic a rychlostních silnic na Slovensku (včetně jejich správy, provozu a údržby)
- Plánování, realizace a provoz inteligentních dopravních systémů
- Zajišťování výroby, distribuce a prodeje dálničních známek a výběr mýtného za užívání vymezených úseků silnic
- Zajišťování finančních zdrojů na pokrytí potřeb Národní dálniční společnosti

## Financování
Financování Národní dálniční společnosti je zajišťováno kromě příspěvků ze státního rozpočtu také prostřednictvím fondů EU, z úvěrů, prodejem dálničních známek a výběrem mýtného.